# Gérard Klein (pisatelj)
Gérard Klein (znan tudi pod psevdonimom Gilles d'Argyre), francoski pisatelj, ekonomist, književni kritik in urednik, * 27. maj 1937, Neuilly-sur-Seine, Francija.

## Življenje in delo
Klein je študiral socialno psihologijo in ekonomijo. Je urednik ugledne posebne zbirke francoskih znanstvenofantastičnih del Ailleurs et Demain, ki jo izdaja založba Éditions Roberta Laffonta, ter književne zbirke Le Livre de poche založbe Librairie Générale Française Henrija Filipacchija.
Ustvarja na področju znanstvene fantastike. Pisateljevati je začel pri devetnajstih. V reviji Fiction je objavil zgodbe in eseje, posvečene žanru ZF. Leta 1958 mu je izšla zbirka novel Časovni biseri (Les Perles du temps). Nekaj mesecev kasneje je objavil svoj prvi roman Zvezdni gambit (Le Gambit des Étoiles). Nase je opoziril s temami o časovnih potovanjih. V njegovih zgodnjih pripovedniških delih se čuti Stapledonov vizionarski vpliv. 
V svoji noveli Virusi ne govorijo (Les virus ne parlent pas) si je zamislil, da so virusi ustvarili vsa živa bitja na sorodni način kot so ljudje ustvarili računalnike, in iz istega razloga - da izboljšajo svojo učinkovitost.
Romana Čas je brez vonja (Le Temps n'a pas d'odeur) iz leta 1963 in Gospodarji vojne (Les Seigneurs de la guerre) iz leta 1970 veljata za dve od njegovih najboljših del. Dobil je vzdevek »Francoski Ray Bradbury.«

## Izbrana dela
- Galaktični agent (Agent Galactique, pod psevdonimom Mark Starr) (1958),
- Zasede v vesolju (Embûches dans l'Espace, skupaj z Richardom Chometom in Patrice Rondard pod psevdonimom François Pagery) (1958),
- Zvezdni gambit (Le Gambit des Étoiles) (1958),
- Časovni biseri (Les Perles du Temps) (1958),
- Planetni kirurgi (Chirurgiens d'une Planète, pod psevdonimom Gilles d'Argyre) (1960); popravljeno kot Sanje gozdov (Le Rêve des Forêts) (1987),
- Sončevi jadralci (Les Voiliers du Soleil, pod psevdonimom Gilles d'Argyre) (1961),
- Čas je brez vonja (Le Temps n'a pas d'Odeur) (1963),
- Dolgo potovanje (Le Long Voyage, pod psevdonimom Gilles d'Argyre) ([1964),
- Klavci časa (Les Tueurs de Temps, pod psevdonimom Gilles d'Argyre) (1965),
- Pesem kamna (Un Chant de Pierre) (1966),
- Žezlo slučaja (Le Sceptre du Hasard, pod psevdonimom Gilles d'Argyre) (1968)
- Gospodarji vojne (Les Seigneurs de la Guerre) (1971),
- Zakon taliona (La Loi du Talion) (1973),
- Zgodbe kot če... (Histoires Comme Si...) (1975),
- Spomin živi, spomin je mrtev (Mémoire vive, mémoire morte) (1996),